# صيغة صوت خام
صيغة صوت خام أو صوت خام هي صيغة حاسوب لتخزين الصوت بشكل خام (غير مضغوط).
يمكن كتابة البيانات بواسطة PCM أو ASCII أو آي إي إي إي 754-2008.

## الامتدادات
الأمتدادات الأكثر شيوعاً هي raw. و pcm.
ويمكن أيضاً أن تكون بدون امتداد.

## وصلات خارجية
- Raw Audio File Formats Information نسخة محفوظة 8 يوليو 2011 على موقع واي باك مشين.